# Крюков, Михаил Васильевич (историк)
Михаи́л Васи́льевич Крю́ков (12 июля 1932, Москва — 19 июня 2024, Пекин) — советский и российский китаевед-историк, этнолог. Доктор исторических наук (1972), профессор. Награждён Медалью И. Ю. Крачковского.

## Биография
В 1955 году окончил МГИМО МИД СССР, в 1962 — Пекинский университет. Тремя годами позже защитил кандидатскую диссертацию «Род и патронимия в Древнем Китае»; в 1971 году перешёл на должность старшего научного сотрудника. В 1972 году по монографии получил степень доктора наук.
Академик Европейской академии, почётный член Британского королевского антропологического института.
В 1955—1957 годах работал в Институте народов Азии АН СССР, до 1987 года преподавал в Институте стран Азии и Африки.
С 1962 года работал в Институте этнографии, где заведовал отделом стран Юго-Восточной Азии и Океании.
В 1993—2002 годах — профессор старейшего частного высшего учебного заведения Тайваня — Тамканского университета. В 2002 году стал заведующим отделом в Институте Дальнего Востока РАН.
По состоянию на 2016 год проживал в Китае. Супруга — синолог Хуан Шуин (род. 1933).
Отец историка-китаеведа Василия Крюкова (1962—2008).
Умер 19 июня 2024 года в пекинском госпитале Сюаньу в возрасте 91 года.

## Основные работы
- Крюков М. В. У истоков древних культур Восточной Азии. // Народы Азии и Африки. 1964. № 6.
- Крюков М. В. Проблема проточжоуской письменности. // Народы Азии и Африки. 1965. № 6.
- Крюков М. В. Формы социальной организации древних китайцев. М., 1967.
- Крюков М. В. Система родства китайцев. М., 1972.
- Крюков М. В. Первобытный строй и зарождение классов и государства // История Китая с древнейших времен до наших дней. М., 1974.
- Крюков М. В. Язык иньских надписей. М., 1974.
- Крюков М. В. Эволюция этнического самосознания и проблема этногенеза. — Расы и народы. Вып. 6. 1976.
- Крюков М. В., Малявин В. В., Софронов М. В. Древние китайцы: проблемы этногенеза (1978)
- Крюков М. В., Переломов Л. С., Софронов М. В., Чебоксаров Н. Н. Древние китайцы в эпоху централизованных империй (1983)
- Крюков М. В., Малявин В. В., Софронов М. В. Китайский этнос на пороге средних веков (1979)
- Крюков М. В., Малявин В. В., Софронов М. В. Китайский этнос в средние века (VII—XIII вв.) (1984)
- Крюков М. В., Малявин В. В., Софронов М. В. Этническая история китайцев на рубеже средневековья и нового времени (1987)
- Крюков М. В., Малявин В. В., Софронов М. В., Чебоксаров Н. Н. Этническая история китайцев в XIX — начале XX в. (1993)
- Крюков М. В. Улица Мольера, 29. Секретная миссия полковника Попова. ISBN 5-88451-085-3.
- Крюков В. М., Крюков М. В. Весна и осень революционной дипломатии: Первое десятилетие советской политики в Китае. Т. 1. 1917—1922 гг. 2015.
- Крюков В. М., Крюков М. В. Неизвестный Сунь Ясен: Штрихи к портрету / Отв. ред. А. И. Кобзев. — М. : Институт востоковедения РАН, 2023. — Т. 1: 1866—1913. — 552 с. — (Учёные записки Отдела Китая ИВ РАН. Вып. 45). — ISBN 978-5-907543-73-7.
- Крюков В. М., Крюков М. В. Неизвестный Сунь Ясен: Штрихи к портрету / Отв. ред. А. И. Кобзев. — М. : Институт востоковедения РАН, 2023. — Т. 2: 1913—1925. — 512 с. — (Учёные записки Отдела Китая ИВ РАН. Вып. 46). — ISBN 978-5-907543-74-4.